# Балетный акт в опере
Балетный фрагмент в опере — балетный акт или балетная картина в операх.
Традиционная постановка балетного действия в академических театрах, где оперное и балетное искусства придают целостному действию красоту и насыщенность, приобрела самостоятельное значение и стала отдельным спектаклем, например балетный акт «Половецкие пляски» или балетная картина «Вальпургиева ночь».
Балет, опера и симфония могут быть соединены в едином драматургическом действии.
В то же время, эти виды искусства могут сочетаться на сцене, дополняя друг друга, и могут существовать отдельно, например концертное исполнение симфоническим оркестром музыки Бородина, без участия балета..
Самое значительное использование балета в опере — «Немая из Портичи» Обера: на протяжении всего произведения балерина исполняет роль немой главной героини.
Знаменитые постановки в операх «Роберт-Дьявол» Джакомо Мейербера, «Иван Сусанин» («Жизнь за царя») и «Руслан и Людмила» Михаила Глинки, «Хованщина» Модеста Мусоргского, «Фауст» Шарля Гуно стали неотъемлемой частью драматургии общего действа.

## Половецкие пляски
«Половецкие пляски» — балетный акт 2-го действия оперы «Князь Игорь» русского композитора А. П. Бородина, премьера которой состоялась 23 октября (4 ноября) 1890 года в Мариинском театре.
В своё время, на удивительные по красоте и мелодичности арии «Улетай на крыльях ветра» хореографическое действие поставили:
- Лев Иванов (1890) в Мариинском театре;
- Михаил Фокин (1909) в театре Шатле и в Мариинском театре (1909);
- Александр Горский (1914) в Большом театре;
- Касьян Голейзовский (1953) в Большом театре;
- Игорь Моисеев (1971) в (en:Palais des Sports) в Париже.

### Сюжет
Половецкий стан. Вечер. Девушки-половчанки танцуют и поют песню, в которой сравнивают цветок, жаждущий влаги, с девушкой, надеющейся на свидание с любимым. Хан Кончак предлагает пленённому князю Игорю свободу в обмен на обещание не поднимать на него меча. Но Игорь честно говорит, что если хан отпустит его, он тут же соберёт полки и ударит вновь. Кончак сожалеет, что они с Игорем не союзники, и зовёт пленников и пленниц, чтобы те повеселили их.
Начинается сцена «Половецкие пляски» с танца девушки — пленницы и хора («Улетай на крыльях ветра»).
Затем начинается общая пляска половцев. Действие завершается общей кульминационной пляской.

## Вальпургиева ночь
«Вальпургиева ночь» — 4-е действие, вторая картина из оперы «Фауст» Шарля Гуно, премьера которой состоялась в «Театре лирик» (Théatre-Lyrique) 19 марта 1859 года;
- В окончательной редакции в «Гранд-Опера» 3 марта 1869 года, в Париже.
- Позже, в 1869 году, в Королевском Театре Оперы (Théâtre de l’Académie Royale de Musique), была добавлена балетная сцена — «Вальпургиева ночь», благодаря которой опера приобрела успех.

По германскому народному поверью в ночь с 30 апреля на 1 мая происходит «шабаш» ведьм, которые собираются в эту ночь вокруг своего повелителя, Сатаны, на высокой, недоступной горе Брокен, где и справляют свой ежегодный праздник.
Балет «Вальпургиева ночь» — Шарля Гуно в опере «Фауст» создал необыкновенно яркую по музыкальному языку, колоритную хореографическую картину «Вальпургиева ночь», которая на многих балетных сценах мира обрела самостоятельную жизнь как одноактный балет.

### Исполнители
Замечательными исполнительницами партии Вакханки были Майя Плисецкая,Раиса Стручкова,Ольга Лепешинская,
Алла Шелест и Е. С. Максимова; Вакха — Марис Лиепа.

### Постановки
- 1949 — балетмейстер Л. М. Лавровский[4] постановил балет на сцене Большого театра.
- 1976 — 1978 — А. М. Плисецкий перенёс хореографическую версию балета в Театр Колон в Буэнос-Айресе.
- 2008 — балетмейстер М. Л. Лавровский поставил балет в театре Станиславского[5].

## «Танец персидок»
«Танец персидок» — 4-е действие, первая картина оперы «Хованщина» М. Мусоргского, завершённой Н. А. Римским-Корсаковым
- Первая постановка — в Санкт-Петербурге осуществлена силами любителей (в зале Кононова), 9 февраля 1886 года,
- вторая — в Москве — Частная опера (Шаляпин — Досифей), 12 ноября 1897 года.

### Первая картина четвёртого акта
Богато обставленная трапезная палата в хоромах князя Ивана Хованского в его имении. Князь Хованский за обеденным столом. Клеврет князя Голицына предупреждает его об опасности. Князь разгневан и удивлён: кто может грозить ему в его имении? Он требует, чтобы ему подали мёду, и приказывает девушкам-персидкам плясать для него. Исполняется балетный номер в восточном стиле.

## Использование музыки
- На чемпионате Европы в Великобритании Екатерина Боброва и Дмитрий Соловьёв выбрали музыку из «Вальпургиевой ночи» для произвольной программы и взяли второе место, 28 января 2012 года.
- В сезоне 2006/2007 Оксана Домнина и Максим Шабалин поставили произвольный танец на музыку «Половецких плясок» Бородина.

## Из истории
Первоначально балет как вид театрального искусства не существовал самостоятельно, а служил дополнением, часто для перебивки действия в опере, опередившей балет в развитии, или действом для внимания зрителей на время, пока менялись декорации. Балетные фрагменты в операх были обычным явлением. Танцоры выступали в масках, а их танец, обычно бессодержательный, не имевший никакого отношения к разворачивающейся интриге основного представления (живые скульптуры или «живые пирамиды»), был отвлекающим танцевальным дивертисментом.  В 17 веке балет именно в значении вводного танца неоднократно использовал в своих пьесах Мольер. Постепенно значение балета росло, к середине 18 столетия пантомимой даже порой стали замещать какую-нибудь оперную арию, но это все ещё были вставные номера. И так продолжалось до балетных реформ Ж.-Ж. Новерра, ставшего основателем современного цельного балетного сюжетного спектакля. Первым в истории полным сюжетным балетом, состоящим из пантомимических сцен наравне с танцевальными, стал балет «Ясон и Медея» на музыку Ж.-Ж. Родольфа, поставленный Новерром в Штутгарте в 1763 году.
При этом балет не утратил и своей вспомогательной функции в оперных постановках, даже наоборот: развил её, превратив танец в оперном спектакле в канву общего сюжета. И во многих современных оперных спектаклях часто используются вводные балетные сцены.